# بنینگتون (ورمانت)
بنینگتون، ورمانت (به انگلیسی: Bennington, Vermont) یک سکونتگاه مسکونی در ایالات متحده آمریکا است که در شهرستان بنینگتن، ورمانت واقع شده‌است.

## خصوصیات
بنینگتون ۱۱۰٫۱ کیلومترمربع مساحت و ۱۵٬۷۶۴ نفر جمعیت دارد و ۲۴۹ متر بالاتر از سطح دریا واقع شده‌است.

## خواهرخوانده
شهر Somotillo خواهرخواندهٔ بنینگتون، ورمانت هست.

## نگارخانه

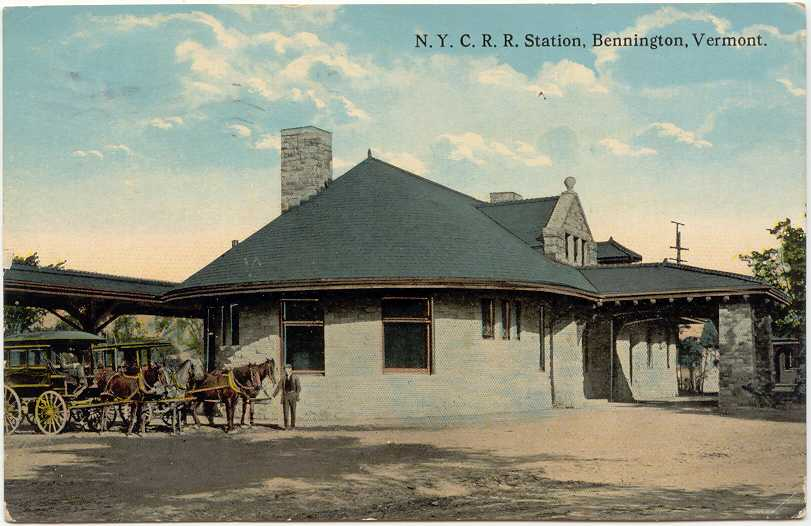
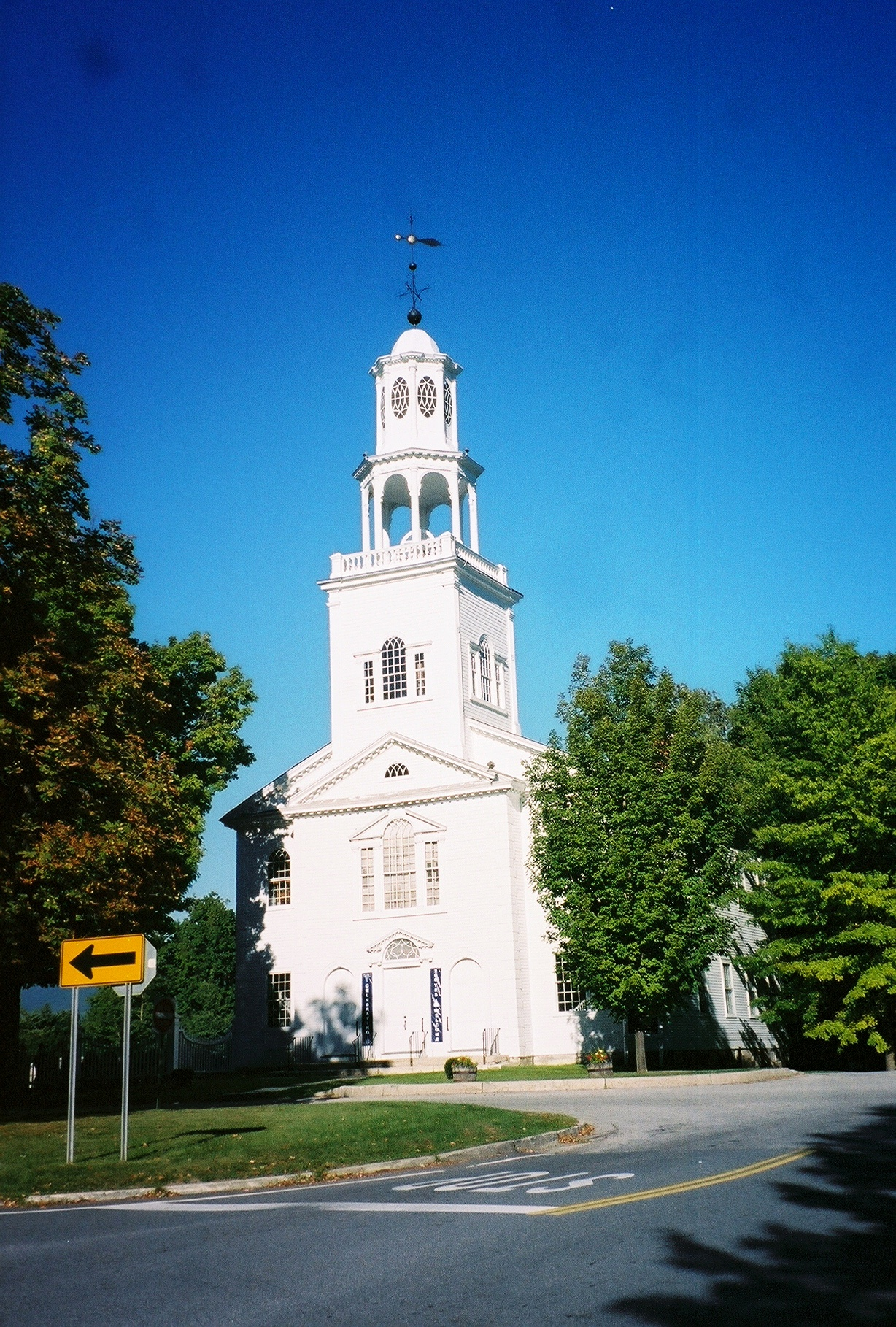
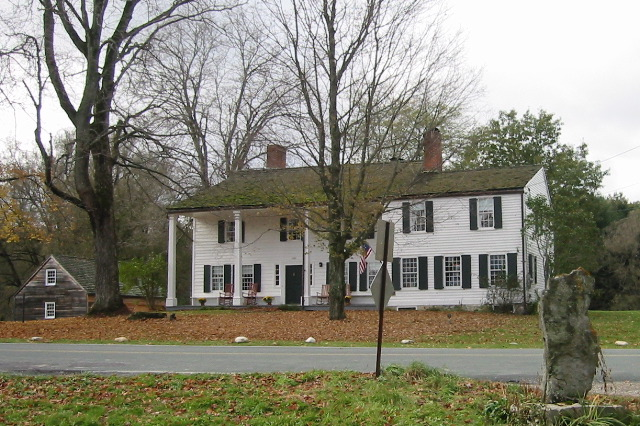
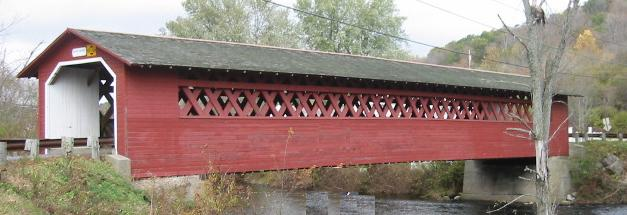
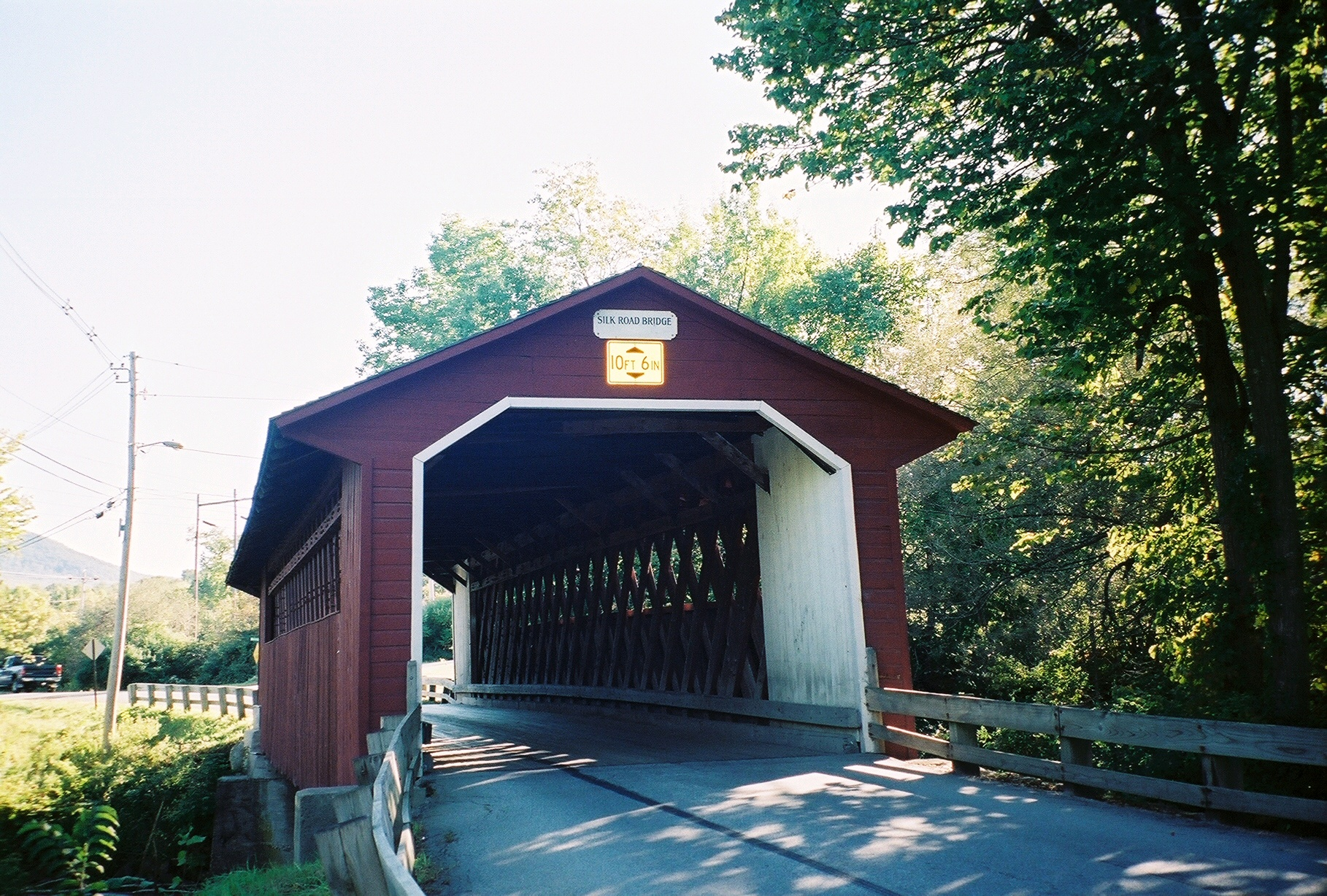
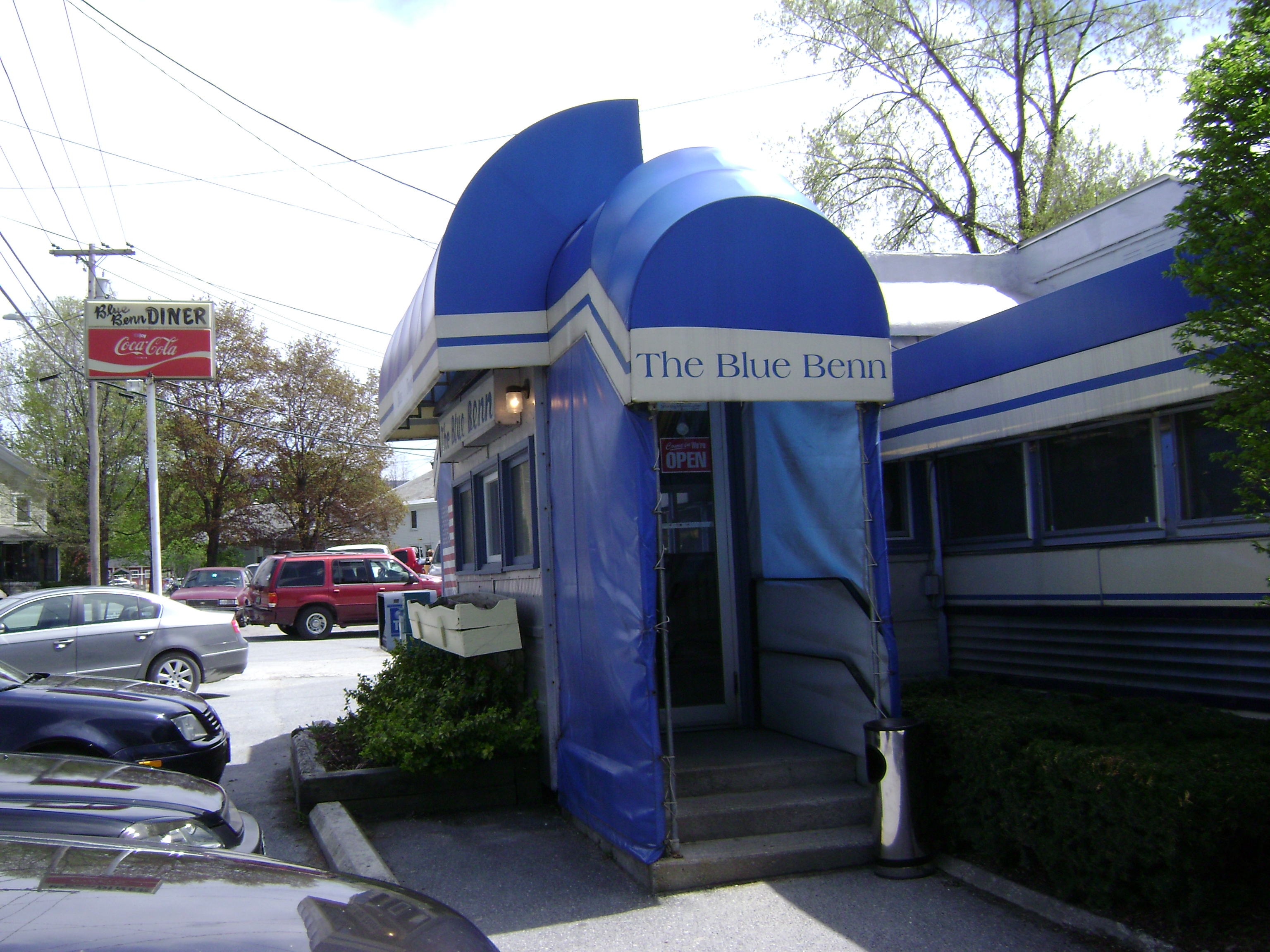